# Kwarta
Das Kwarta war ein polnisches Volumen- und Getreidemaß und bedeutet Quart, das Viertel.
Kleine Abweichungen gab es im Geltungsbereich.
- Polen 1 Kwarta = 4 Kwarterki =50 4/5 Pariser Kubikzoll = 1,00 Liter (Getränkehandel)
  - 4 Kwarta = 1 Garniec
  - 100 Kwarta = 1 Berzka
  - 200 Kwarta = 1 Stangiew
- Freistaat Krakau 1 Kwarta = 47 3/10 Pariser Kubikzoll = 19/20 Liter (Getreidehandel)
  - 4 Kwarta = 1 Garniec
  - 32 Kwarta = 1 Cwiercek
  - 128 Kwarta = 1 Korcec
  - 3840 Kwarta = 1 Last
- Freistaat Krakau 1 Kwarta = 47 4/5 Pariser Kubikzoll = 19/20 Liter (Getränkehandel)
  - 4 Kwarta = 1 Garniec
  - 144 Kwarta = 1 Beczka
- Lemberg (Galizien) 1 (die) Kwarta = 48 4/9 Pariser Kubikzoll = 19/20 Liter (Getreidehandel)
- Lemberg (Galizien), Petrikau, Rawa 1 (die) Kwarta = 48 4/9 Pariser Kubikzoll = 19/20 Liter (Getränkehandel)
  - 4 Kwarta = 1 Garniec
  - 144 Kwarta = 1 Beczka (Bier)
- Lędziny 1 (die) Kwarta = 35 Pariser Kubikzoll = 5/9 Liter (Getränkehandel)
- Kalisch 1 Kwarta = 43 ⅔ Pariser Kubikzoll =11/73 Liter (Getränkehandel)